# Dienstweigeringsmanifest 1915
Het Dienstweigeringsmanifest van 1915 was een oproep om de dienstplicht te weigeren.
Doordat in de Eerste Wereldoorlog soldaten als kanonnenvlees dienden kwam er steeds meer verzet tegen het militaire denken. Naast het persoonlijke ethische aspect was er ook verzet vanuit sociaal-revolutionaire hoek. Bekende voorvechters hierbij waren Henriette Roland Holst, Bart de Ligt, Jacob van Rees en Lodewijk van Mierop. Een aantal predikanten kwam in 1915 met een dienstweigeringsmanifest. Het werd opgesteld door Van Mierop en predikant Louis Adriën Bähler in vegetarisch restaurant Pomona in Utrecht.
De tekst luidde:
Waarde Medeburgers!
Wij allen, wier namen staan onder deze verklaring, richten ons tot het Nederlandsche volk om te getuigen tegen den geest van oorlog en militairisme, die al meer en meer daarover vaardig wordt.
Wij verklaren hier openlijk dat wij ons met onze gansche ziel keeren tegen alles wat tot het militairisme behoort, ook in den vorm van een dusgenaamd volksleger.
Voorzoovelen wij ooit tot gewapende landsverdediging verplicht gerekend zouden worden, hopen wij de kracht te bezitten om alle persoonlijke rechtstreeksche deelname te weigeren, de kracht om liever gevangenisstraf te ondergaan, ja zelfs gefusilleerd te worden, dan ontrouw te plegen aan ons geweten, onze overtuiging, of wat wij de hoogste wetten van algemeene menschelijkheid achten.
Voorzoovelen wij - hetzij mannen, hetzij vrouwen - om onderscheidene redenen nimmer in de termen van militieplicht zouden vallen, schenken wij toch door deze onderteekening onzen zedelijken steun aan hen, die op bovengenoemden grond elke persoonlijke geweldsdaad in dienst van het militairisme weigeren, terwijl wij zouden wenschen, ten volle in hunne aansprakelijkheid te mogen en te kunnen deelen.
Immers wij beschouwen dienstweigering als één der middelen, welker samenwerking het militairisme zal vernietigen, waarbij de persoonlijke dienstweigering groote, zedelijke waarde heeft, mede om tot massale dienstweigering te geraken.
Er waren meer dan duizend ondertekenaars. Even was er zelfs een Landelijke Organisatie van Ondertekenaars. De regering vervolgde de ondertekenaars. Zo werden enkele ambtenaren die getekend hadden ontslagen. Van Mierop en De Ligt kregen wegens opruiing een boete, waarop De Ligt koos voor uitzitten in plaats van te betalen, omdat hij het dienstweigeren deed vanuit zijn geweten.

## Bron
- Dick de Winter: Ab Menist. Revolutionair-socialistisch vakbondsleider, politicus en verzetsstrijder. Delft, 2010.